# Calymmaria yolandae
Calymmaria yolandae är en spindelart som beskrevs av Ernst Heiss och Draney 2004. Calymmaria yolandae ingår i släktet Calymmaria och familjen panflöjtsspindlar. Inga underarter finns listade.